# بنكسية سولندرية
بنكسية سولندرية (الاسم العلمي: Banksia solandrii) هي نوع نباتي يتبع جنس البنكسية من فصيلة البروطية.